# Cap Enderrocat
El cap Enderrocat, o Enterrocat, és un cap de l'illa de Mallorca, a la part oriental de la badia de Palma, al municipi de Llucmajor. És anomenat cap Roucas pels mapes de Bellin (1756) i Zatta (1778).
El 1597 fou construïda prop seu una torre de defensa, actualment enderrocada. Hi ha una important fortificació, el Fort del Cap Enderrocat, on hi havia instal·lades bateries de costa que, durant el segle xx, foren una peça important de la defensa de la badia de Palma. Forma part d'una Àrea natural d'especial interès (ANEI) i té una superfície protegida de 909 hectàrees.